# Tradução do Novo Mundo das Escrituras Sagradas
A Tradução do Novo Mundo das Escrituras Sagradas (sigla TNM), edições de 1961 a 1984, é uma tradução para o português da New World Translation of the Holy Scriptures, editada e distribuída pela Associação Torre de Vigia de Bíblias e Tratados das Testemunhas de Jeová. A versão está disponível de forma impressa, digital (CD, aplicativo e on-line), em língua de sinais e em braille. Segundo as estatísticas divulgadas pelas Testemunhas de Jeová, foi traduzida (completa ou em parte) para cerca de 193 idiomas, além de três transcrições em braile. Até setembro de 2019 a sua tiragem ultrapassou os 220 milhões de exemplares.

## Histórico das revisões
A Tradução do Novo Mundo foi iniciada em 1950 (com o Novo Testamento) e completada em 1961 com a publicação do Antigo e Novo Testamento juntos.
Essa versão passou por várias revisões:
- 1961 - Primeira edição em inglês em volume único (1967 em português).
- 1970 - Segunda revisão em inglês.
- 1971 - Terceira revisão em inglês com notas de rodapé.
- 1984 - Quarta revisão em inglês (1986 em português) - Edição Normal.
- 1984 - Texto da Edição Normal com Referências em inglês (125 mil referências marginais, mais de 11.400 notas de rodapé, 43 artigos no apêndice e mapas) - Lançada em 1987 em português.
- 2013 -  Uma nova e radical revisão da versão de 1984 foi lançada em 2013 em inglês[2] e 2015 em português.[3] "A edição de 2013 é a revisão mais completa dessa tradução da Bíblia desde 1984."[4] Portanto, como essa edição alterou significativamente o texto da edição anterior, deve ser considerada uma nova edição ou versão.

## Historia da edição de 1961 a 1984

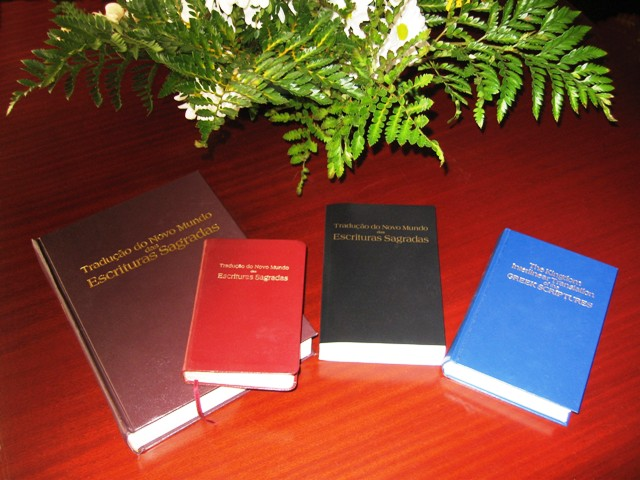
Várias edições da Tradução do Novo Mundo, incluindo a versão Interlinear em Grego/Inglês

Em outubro de 1946, Nathan Homer Knorr, presidente da Sociedade Torre de Vigia de Bíblias e Tratados, propôs que fosse feita uma tradução inteiramente nova das "Escrituras Gregas Cristãs" . Para isso foi formada a "Comissão de Tradução do Novo Mundo da Bíblia".
O trabalho de tradução para o inglês começou em 2 de dezembro de 1947. Em 3 de setembro de 1949, numa reunião conjunta das diretorias das Sociedades de Torre de Vigia de Bíblias e Tratados de Pensilvânia e de Nova Iorque (apenas um diretor estando ausente), foi anunciado a conclusão do trabalho de tradução do Novo Testamento Grego e entregue à Sociedade para publicação impressa.
Em 2 de agosto de 1950, é publicado todo o Novo Testamento em inglês. Tornou-se disponível em português, em 1963. Depois disso, veio o Antigo Testamento para o inglês, publicado progressivamente a partir de 1953 em 5 diferentes volumes.
Em 1961, após 12 anos, 3 meses e 11 dias, a Tradução do Novo Mundo das Escrituras Sagradas, em inglês, foi publicada volume único, e em português, em 1967.
Uma segunda revisão foi publicada em 1970, e uma terceira revisão, com notas de rodapé, seguiu-se em 1971.
Tradução do Novo Mundo das Escrituras Sagradas - com Referências: Em 1984 foi lançada em inglês (1987 em português) uma edição "com referências". Esta edição inclui uma atualização do texto e revisão completas das notas marginais que foram inicialmente apresentadas em inglês de 1950 a 1960. Essa edição foi preparada para o estudo do texto bíblico, com mais de 125 mil referências marginais, mais de 11.400 notas de rodapé, uma concordância extensiva, mapas bíblicos e 43 artigos no Apêndice. O texto bíblico dessa edição também foi disponibilizada em uma versão normal (sem referências) para uso corrente em 1984, traduzida para o português em 1986.
Tradução Interlinear do Reino das Escrituras Gregas: A Comissão também apresentou uma tradução interlinear grego-inglês do Novo Testamento, publicada  em 1969 e atualizada em 1985. Essa edição contém O Novo Testamento no Grego Original (The New Testament in the Original Greek), compilado por Brooke Foss Westcott e Fenton John Anthony Hort. No lado direito da página aparece o texto em inglês da TNM (a revisão de 1984 na edição atualizada). Mas, entre as linhas do texto grego, há outra tradução literal do grego, palavra por palavra,  segundo o sentido básico e forma gramatical de cada termo.
Em 1998, a TNM alcançou os 100 milhões de cópias, tornando-se uma das versões mais distribuídas do século XX.

Em outubro de 2013, foi lançada uma edição realmente nova, totalmente revisada da TNM em inglês e depois em outras línguas. 

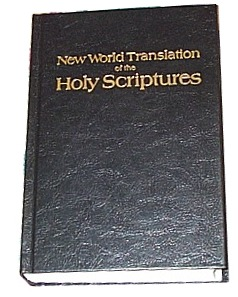
Tradução do Novo Mundo das Escrituras Sagradas

### Outros idiomas e formatos
A tradução está disponível total ou parcialmente em 193 idiomas. Essas traduções baseiam-se essencialmente na versão em inglês.
Além da edição completa, encontra-se ainda disponível a versão contendo apenas o Novo Testamento em Língua de Sinais Americana (ASL), na Língua Brasileira de Sinais (Libras), entre outras.
Em 1983, o NT da TNM, em quatro volumes, foi colocada à disposição em braille inglês, grau dois. Depois de cinco anos havia sido produzida em braille em inglês com 18 volumes. Hoje também está disponível em braille em português.
Em 1992, a tradução, toda ou em parte, estava disponível em fitas cassete em 14 idiomas. De início, algumas filiais contratavam os serviços de empresas de fora.
Em 2006, as Escrituras Gregas Cristãs foram traduzidas para a Língua de Sinais Americana em formato de vídeo DVD para o benefício dos surdos. Em Agosto de 2008 no Brasil, na série de Congressos em Língua de Sinais, houve o lançamento das Escrituras Gregas Cristãs na Língua Brasileira de Sinais também traduzidas em formato de Vídeo DVD para o benefício dos surdos. A TNM encontra-se também disponível em  CD-ROM e on line.
A partir de 2008, A TNM encontra-se também disponível em formato áudio, mp3 e em arquivo ZIP m4a (AAC), num site oficial das Testemunhas de Jeová, conhecido mundialmente como Worldwide Association of Jehovah’s Witnesses (Associação Mundial das Testemunhas de Jeová), ou simplesmente jw.org. Até ao final do ano de 2010, já encontravam-se disponíveis todos os livros da Bíblia, no português do Brasil e europeu, e em pelo menos dezoito outros idiomas.

### Estatística
Segundo as Testemunhas de Jeová, a TNM foi traduzida do inglês total ou parcialmente para 193 idiomas (dados de abril de 2020), ultrapassando mais de 220 milhões de exemplares impressos em 2019.

## A Comissão de Tradução
| “ | Colocamo-la assim à disposição, com um profundo sentimento de gratidão ao Autor divino das Escrituras Sagradas, que nos deu este privilégio e em cujo espírito confiamos na produção desta revisão. Oramos pela Sua bênção sobre os que usarem esta tradução para o desenvolvimento espiritual. | ” |

A Associação Torre de Vigia de Bíblias e Tratados não divulga os nomes dos integrantes da "Comissão de Tradução do Novo Mundo". Segundo eles, a Comissão doou todos os direitos para a organização cede na Pensilvânia e pediu que seus membros permanecessem no anonimato, mesmo depois de sua morte. A omissão dos tradutores participantes tem sido prática de muitas outras Bíblias.
As Testemunhas de Jeová argumentam que, por não se fornecerem nomes nem as qualificações acadêmicas da equipe de tradutores, a TNM deveria ser avaliada pelos seus próprios méritos segundo.

#### Críticas aos tradutores
Desde o lançamento da edição de 1950, críticos tem levantado desconfiança quanto a qualificação dos tradutores anônimos. Em As Testemunhas de Jeová, o Dr. Walter Martin concluiu que na Comissão "não havia nenhum tradutor de reputação com títulos reconhecidos em exegese ou tradução grega ou hebraica".
Segundo os críticos, Frederick Franz era o único membro capaz entre os membros da Comissão para fazer um trabalho de tradução. Afirmam ainda que George Gangas, um turco que falava grego, sabia pouco de grego bíblico (ou grego koiné). Também acrescentam que Albert Schroeder e Karl Klein fizeram as muitas notas de rodapé e marginais, bem como as referências cruzadas que nos 6 volumes originais da TNM eram mais numerosos do que na edição revisada de 1984.
Certos eruditos afirmam que a TNM é uma paráfrase e não uma tradução literal do idiomas originais. Segundo a opinião de outros críticos, é uma obra deturpada, tendenciosa e cheia de interpolações. H. H. Rowley, um estudioso do Antigo Testamento, da Inglaterra, escreveu sobre o primeiro volume da TNM do Antigo Testamento: "A tradução é marcada por um literalismo que só exasperará qualquer leitor inteligente – se é que eles têm um leitor inteligente – e em vez de mostrar reverência para a Bíblia, que os tradutores professam, é um insulto à Palavra de Deus."

## Características da tradução

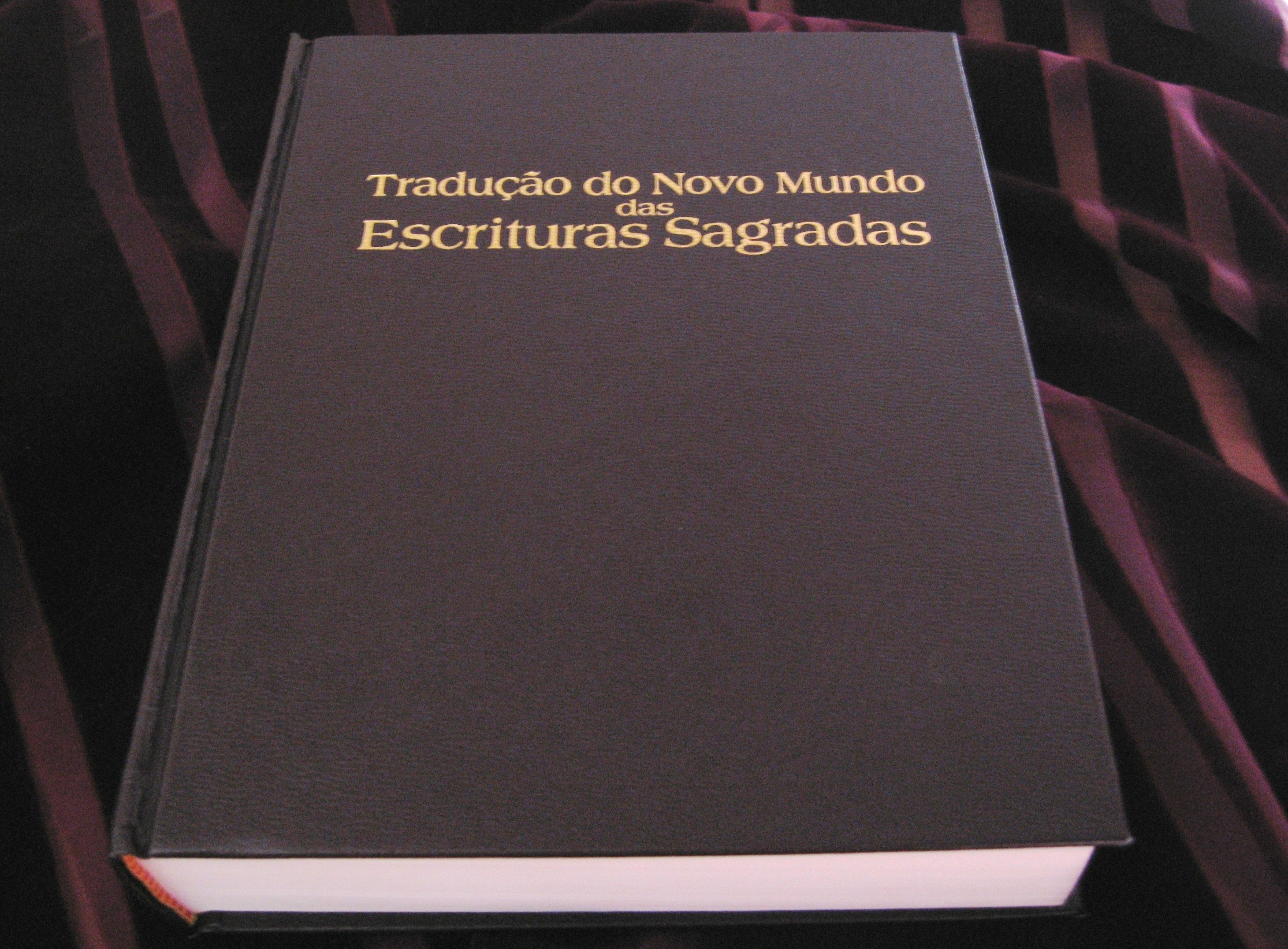
Tradução do Novo Mundo das Escrituras Sagradas, versão com Referências

Na sua Introdução, a edição de 1986 da Tradução do Novo Mundo das Escrituras Sagradas – com Referências, considerada pelas Testemunhas uma edição mais completa e adequada ao estudo do texto bíblico, expressou a preocupação dos tradutores da seguinte forma:
"Na Tradução do Novo Mundo fez-se empenho de captar a autoridade, o poder, o dinamismo e a franqueza das originais Escrituras Hebraicas e Gregas, e transmitir estas características em português moderno. Não se apresentam paráfrases das Escrituras. Antes, houve empenho de fazer a tradução o mais literal possível, tanto quanto permite o moderno português idiomático e quando a tradução literal não oculta o sentido pela dificuldade de expressão. Assim se satisfaz o desejo daqueles que são escrupulosos quanto a obter uma declaração quase que palavra por palavra do texto original. Reconhece-se que mesmo uma questão aparentemente tão insignificante como o uso ou a omissão duma vírgula, ou dum artigo definido ou indefinido, pode às vezes alterar o sentido correto da passagem original. Evitou-se tomar liberdades com os textos apenas com o fim de ser mais conciso, ou substituí-los por algum paralelo moderno quando a tradução literal do original tem sentido claro. Manteve-se a uniformidade de tradução por atribuir um só sentido a cada palavra principal e por reter este sentido tanto quanto o contexto permitiu. Isso às vezes impôs limitações à escolha de palavras, mas ajuda nas remissões e na comparação de textos relacionados."
Na Introdução informa-se ainda qual a fonte padrão para o texto da Tradução, conforme se segue.

### Textos base da tradução do AT e NT

#### Texto hebraico
Os escritos hebraicos originais e cópias primitivas incluíram os Targuns Aramaicos, os Rolos do Mar Morto, o Pentateuco Samaritano e a Septuaginta Grega Cópto, Etiópico, Armênio, e Latim Antigo. Foi usado como texto hebraico consonantal a Vulgata Latina,  as Versões Gregas Áquila, Teodócio e Símaco; e texto Pesito Siríaca. O texto hebraico massorético, usado na preparação do texto das Escrituras Hebraicas foi o Códice do Cairo, o Códice dos Profetas, de Petersburg, o Códice de Alepo e o Texto Hebraico de Ginsburg. O Códice de Leningrado B 19A, conforme apresentado na Bíblia Hebraica de Rudolf Kittel (sigla BHK), na 7ª, na 8ª e na 9ª edição (1951-55). Uma atualização desta obra, conhecida por Bíblia Hebraica Stuttgartensia (sigla BHS), edição de 1977, foi usada na sua atualização e no sistema de notas da Edição de 1984.

#### Texto grego
O texto grego padrão usado na preparação do Novo Testamento é a edição crítica O Novo Testamento no Grego Original (1881/948), de Brooke Foss Westcott e Fenton John Anthony Hort. Também foram consultados os textos gregos de Bover, de Merk, da Sociedades Bíblicas Unidas (sigla UBS), de Nestle-Aland e de outros. Usualmente, as transliterações da Septuaginta Grega (sigla LXX), foram baseadas no texto de Alfred Rahlfs, Deutsche Bibelgesellschaft (Sociedade Bíblica Alemã ), Stuttgart, 1935.

#### Outras versões antigas
Texto siríaco: É usada a Siríaco Peshitta, S. Lee, Edição de 1826, reimpressa pelas Sociedades Bíblicas Unidas (UBS), 1979.
Texto latino:  A edição da Vulgata Latina (sigla Vg) usada é a Bíblia Sacra, Iuxta Vulgatam Versionem, Württembergische Bibelanstalt, Stuttgart, 1975. Existem cerca de 8 mil manuscritos da Vulgata Latina.

### Método ou filosofia de tradução
Quando se fala em tradução da Bíblia Sagrada, há pelo menos três tipos ou metodologias de tradução: 1) equivalência formal; 2) equivalência dinâmica e 3) paráfrase.
A TNM de 1961 a 1984 segue, na maior parte das vezes, o método de equivalência formal, de forma bastante literalista beirando a incompreensão na leitura.

### Estilo literário
As edições até 1984 (1986 em português), seguem um etilo de tradução para o português mais formal. E é marcada por um grande literalismo na maior parte das vezes, assim como ocorre com outras traduções tradicionais no Brasil.

### Características teológico-doutrinárias

#### Ausência de livros deuterocanônicos ou apócrifos
Os livros que a Igreja Católica chama de livros deuterocanónicos ("segundo Cânone" ou "Cânone posterior" ) diferentes dos protocanónicos ("primeiro Cânone"), como as adições em Daniel e as adições em Ester, são considerados pelas Testemunhas de Jeová como livros não canónicos, ou seja, escritos apócrifos. Porém, reconhecem valor histórico aos livros de I Macabeus. 
Ver também: Bíblia, Cânon Bíblico e Apócrifos.

#### Uso do nome de Deus
O Tetragrama YHVH que aparece 6.828 vezes no Velho Testamento, foi vertido por Jeová não apenas no Salmo 83:18 como o fazem algumas versões, como por exemplo, a Tradução Brasileira tradução de João Ferreira de Almeida. Ao passo que nos outros milhares de lugares em que o Nome Divino aparece, a tradução Almeida decidiu verter o Nome Divino por outros termos substitutos; a TNM verte o Tetragrama YHVH pelo nome Jeová em todos os lugares onde aparece nos manuscritos hebraicos.

#### Escolha de traduções anti-trinitárias
Como as Testemunhas de Jeová não acreditam na tradicional doutrina cristã da trindade, várias traduções são feitas de modo a não demonstrar ou negar esse ensinamento.

#### Termos nephesh, psykhé, sheol, hades e geena
A TNM possui uma característica particularmente interessante que a torna uma  referencia para eruditos e estudiosos dos idiomas originais da Bíblia. Termos que são vertidos de diferentes maneiras em outras traduções da Bíblia são sempre vertidos pelo mesmo termo nesta tradução. Por exemplo, a palavra alma, do hebraico nephesh, é sempre vertida por "alma" em português e a palavra grega equivalente e que ocorre no chamado Novo Testamento a saber, psy.khé,também sempre é vertida "alma".
Observa-se esta mesma uniformidade ao se verter a palavra hebraica "sheol", equivalente do grego "hades", bem como "geena", o que, na opinião dos tradutores, contribui para que não se obscureça o sentido intencionado do escritor inspirado ao usar tais palavras. Estes são exemplos onde manteve-se a uniformidade de tradução por atribuir um só sentido a cada palavra principal e por reter este sentido tanto quanto o contexto permite.

## Avaliações da TNM
Segundo os defensores as criticas à tradução são refutáveis, pois a maioria se foca em certos versículos controversos, considerados importantes por causa da relevância para a formulada doutrina trinitária, como vemos mais adiante. Nestes casos os próprios críticos, independentemente da atestação, têm atribuído à TNM originalidade nas declarações que são tão repetitivas em outras traduções. Isto em si é um forte argumento contra a afirmação de que os tradutores não sabiam realmente o hebraico e grego.

### Avaliações positivas
Apesar das críticas negativas sofridas, esta tradução possuí também os seus defensores. Por exemplo, em 1989, o professor Benjamin Kedar, de Israel, disse:
"Em minha pesquisa linguística relacionada com a Bíblia hebraica e suas traduções, várias vezes eu consulto a edição em inglês do que é conhecido como Tradução do Novo Mundo. Ao fazer assim, confirmo repetidamente meu conceito de que essa obra reflete um esforço honesto de obter uma compreensão do texto tão precisa quanto é possível. Dando evidência de amplo domínio da língua original, verte inteligivelmente as palavras originais para um segundo idioma sem se desviar desnecessariamente da estrutura específica do hebraico. (…) Toda a declaração linguística permite certa latitude de interpretação ou de tradução. Assim, a solução linguística em qualquer dado caso pode ser discutida. Mas, eu nunca descobri na Tradução do Novo Mundo intento preconceituoso de dar ao texto uma interpretação que este não contenha."
O livro "Jeová dentro do Judaísmo e do Cristianismo", do escritor brasileiro Assis Brasil, declara: “Depois de muitos anos e talvez séculos de omissão nas Bíblias do nome JeHoVáH, as suas testemunhas modernas formam a única religião cristã a tomar essa postura de restabelecimento do tetragrama.” E ainda salienta: “Na língua portuguesa, a omissão do nome de Deus foi reparada integralmente na Tradução do Novo Mundo das Escrituras Sagradas.”
O periódico Andover Newton Quarterly, de janeiro de 1963, disse a respeito da tradução das Escrituras Gregas Cristãs: "A tradução do Novo Testamento é evidência da presença, no movimento, de peritos habilitados a lidar de forma inteligente com os muitos problemas da tradução bíblica."
Concernente à Tradução Interlinear do Reino das Escrituras Gregas (The Kingdom Interlinear Translation of the Greek Scriptures), sobre a qual se dão informações em subtópico específico neste artigo, Thomas N. Winter, da Universidade de Nebraska, Estados Unidos, escreveu numa crítica no "The Classical Journal":
"Não se trata de uma interlinear comum: a integridade do texto é preservada, e o inglês que aparece embaixo dele é simplesmente o sentido básico da palavra grega. Assim, o caráter interlinear desse livro realmente não é de tradução. Seria mais corretamente chamado de texto com vocabulário instantâneo. Uma tradução em inglês fluente aparece numa coluna estreita na margem direita das páginas."
O que as publicações da Associação Torre de Vigia dizem com respeito a sua tradução bíblica:

"... seria uma grande indignidade, sim, uma afronta à majestade e autoridade [ de Deus ], omitir ou ocultar seu ímpar Nome Divino, que ocorre de modo bem claro no texto hebraico ... Evitou-se tomar liberdades com os textos ... ou substituí-los por algum paralelo moderno quando a tradução literal tem sentido claro. Manteve-se a uniformidade de tradução por por atribuir um só sentido a cada palavra principal e por reter este sentido tanto quanto o contexto o permitiu." Todavia acrescenta: "Tem havido desvios ocasionais do texto literal, com o fim de transmitir as expressões idiomáticas hebraicas e gregas ...".

A edição da Tradução Interlinear do Reino das Escrituras Gregas (TIR) de 1985 diz para seus leitores os objetivos dos tradutores: "Não oferecemos nenhuma paráfrase das Escrituras. Nosso esforço foi dar uma tradução tão literal quanto possível e esclarecer a leitura quando esta é muito misteriosa. Interpretamos a Bíblia dentro do contexto".
Em uma carta de 8 de dezembro de 1950, o respeitado tradutor e erudito bíblico Edgar J. Goodspeed, disse: “Estou interessado na obra missionária realizada por seu pessoal e no seu alcance mundial, e agrada-me muito a tradução livre, franca e vigorosa. Ela exibe uma ampla gama de erudição séria e sólida, conforme posso atestar.”
O professor universitário Allen Wikgren, da Universidade de Chicago, citou a TNM como um exemplo de versão em linguagem moderna que muitas vezes apresenta “entendimento de grande valor independente”, sem seguir outras traduções. — The Interpreter’s Bible, Volume I, página 99.
Comentando a respeito da TNM, o crítico bíblico britânico Alexander Thomson escreveu: “A tradução é evidentemente obra de eruditos peritos e talentosos, que procuraram ressaltar o verdadeiro sentido do texto grego tanto quanto a língua inglesa seja capaz de expressar.” — The Differentiator, abril de 1952, página 52.
Apesar de mencionar que, para ele, alguns termos foram traduzidos de modo incomum, o autor Charles Francis Potter disse: “Os tradutores anônimos sem dúvida traduziram os melhores textos manuscritos, tanto em grego como em hebraico, com habilidade erudita e discernimento.” — The Faiths Men Live By, página 300.
Embora Robert M. McCoy achasse que a TNM possuía peculiaridades e excelências, ele concluiu assim sua avaliação: “A tradução do Novo Testamento é evidência da presença, no movimento [Testemunhas de Jeová], de peritos habilitados a lidar de forma inteligente com os muitos problemas da tradução bíblica.” — Andover Newton Quarterly, janeiro de 1963, página 31.
O professor universitário Samuel MacLean Gilmour discordou da tradução de alguns termos na TNM. Mesmo assim, reconheceu que a sua comissão de tradução “possuía incomum competência quanto ao grego”. — Andover Newton Quarterly, setembro de 1966, página 26.
Em sua avaliação da TNM que é parte da The Kingdom Interlinear Translation of the Greek Scriptures (Tradução Interlinear do Reino das Escrituras Gregas), o professor universitário adjunto Thomas N. Winter escreveu: “A tradução feita pela comissão anônima é totalmente atualizada e coerentemente exata.”— The Classical Journal, abril–maio de 1974, página 376.
O professor universitário Benjamin Kedar, erudito em hebraico em Israel, disse em 1989: “Em minha pesquisa linguística relacionada com a Bíblia Hebraica e suas traduções, não raro eu consulto a edição em inglês do que é conhecido como Tradução do Novo Mundo. Ao fazer isso, confirmo repetidamente meu conceito de que essa obra reflete um esforço honesto de obter uma compreensão do texto tão precisa quanto é possível.”
Com base em uma análise de nove traduções principais em inglês, Jason David BeDuhn, professor universitário adjunto de estudos religiosos, escreveu: “A NM [Novo Mundo] é a mais exata de todas as traduções comparadas.” Embora o público em geral e muitos eruditos bíblicos acreditem que as diferenças na TNM se devam aos conceitos religiosos dos tradutores, o professor Jason afirmou: “A maioria das diferenças são por causa da maior exatidão da NM como uma tradução literal, conservadora, das expressões originais dos escritores do Novo Testamento.” — Truth in Translation, páginas 163 e 165.

### Avaliações negativas

#### Alexander Thomson
"O caso de Alexander Thomson ilustra como a STV se serve da omissão ou distorção das críticas desfavoráveis e do uso deliberado de inexatidões das declarações, na tentativa de comprovar os seus ensinos e refutar as criticas feitas à Comissão de Tradução da Novo Mundo da Bíblia.
Contrário ao que as Testemunhas insistem em fazer crer, são as publicações da Sociedade Torre de Vigia que qualificou Alexander Thomson de "crítico" e "comentarista de hebraico e grego" (Toda a Escritura é Inspirada por Deus e Proveitosa, 1963, revisado 1990), um "perito em hebraico" (Despertai! de 22 de março de 1987, pág. 14) e um "erudito [bíblico]" (A Sentinela de 15 de novembro de 2001, página 8). Thomson era um bancário escocês, membro da Universal Restitucionist e co-editor do periódico The Differentiator. (William & Jean Cetnar, Questions For Jehovah's Witnesses Who Love The Truth, Kunkletown, Pensilvânia, 1983, página 53)
Thomson é citado pela STV a elogiar o primeiro volume do AT da TNM (publicado em 1953), onde o Dr. Edgar J. Goodspeed, erudito e tradutor bíblico, apontou erros gramaticais. (William & Joan Cetnar, Questions For Jehovah's Witnesses Who Love The Truth, Presbyterian and Reformed Publishing, Phillipsburg, junho de 1983, pág. 64) Os comentários acima do Dr. Goodspeed foram omitidos no Estudo 7 sobre a TNM no livro Toda a Escritura é Inspirada por Deus e Proveitosa, publicado em 1963.
Thomson foi citado dizendo: "Traduções originais das Escrituras Hebraicas para o inglês são muito raras. Por essa razão dá-nos muita satisfação receber a primeira parte da Tradução do Novo Mundo [das Escrituras Hebraicas, Vol. I], de Génesis a Rute. É evidente que esta versão fez um esforço especial para que fosse perfeitamente possível lê-la. Ninguém pode dizer que é deficiente na sua frescura e originalidade. A terminologia não é de modo nenhum baseada na terminologia de versões [em inglês] anteriores." (Toda a Escritura é Inspirada por Deus e Proveitosa, página 325)
Num número posterior da revista The Differentiator, Thomson declarou: "Embora em três ocasiões eu tenha submetido ao The Differentiator pequenas recensões críticas de partes da Tradução do Novo Mundo da Bíblia, não deve ser subentendido que concordo com os ensinos das assim chamadas Testemunhas de Jeová. Globalmente, a versão é bastante boa, embora tenham colocado muitas palavras inglesas que não têm equivalente no grego ou hebraico." (The Differentiator 21:98, junho de 1959)
O teólogo evangélico Robert M. Bowman Jr (n. 1957) do Institute for Religious Research, coloca em causa a competência de Thomson para avaliar uma tradução propriamente dita. Aponta a falta de formação acadêmica nas áreas de teologia e estudos bíblicos, nem mesmo nos idiomas grego ou hebraico. (Robert M. Bowman Jr, Understanding Jehovah's Witnesses: Why They Read the Bible the Way They Do, Baker Book House, junho de 1991)"

#### Edgar J Goodspeed
Toda a Escritura é Inspirada por Deus e Proveitosa, publicado em 1963 pela STV, referente ao NT da TNM de 1950, Edgar J. Goodspeed, tradutor do "Novo Testamento" grego na versão An American Translation, é apresentado como defensor da TNM e teria escrito numa carta de 8 de dezembro de 1950 dirigida à Sociedade Torre de Vigia: "Estou interessado na obra missionária realizada por vós, e no seu alcance mundial, e agrada-me muito a tradução livre, franca e vigorosa. Ela exibe uma ampla gama de erudição séria e sólida, conforme posso atestar."
Os críticos contra apresentam que o Dr. Goodspeed foi citado no livro Toda a Escritura é Inspirada por Deus e Proveitosa, apenas na parte elogiosa, tendo omitido as críticas do Dr. Goodspeed. Apresentam como base a entrevista de William Cetnar, membro do Betel de Brooklyn, que durante o período em que TNM estava a ser preparada, foi enviado para entrevistar o Dr. Edgar Goodspeed em março de 1954, para obter os seus comentários acerca da Tradução do NM das Escrituras Hebraicas Vol. I de 1953 - Génesis a Rute. William Cetnar escreveu:

Durante a entrevista com ele, que durou duas horas, tornou-se óbvio que ele conhecia bem o volume, pois era capaz de citar as páginas onde estavam as passagens em relação às quais ele tinha objeções. Uma das passagens que ele apontou como sendo especialmente desastrada e gramaticalmente pobre foi Juízes 14:3, onde são postas estas palavras na boca de Sansão: "Her get for me ..." [trad. lit.: Ela ficar para mim, "Obtém-me só esta" na TNM ed. 1986] Quando já estava de saída, perguntei ao Dr. Goodspeed se ele recomendaria a tradução para o público em geral. Ele respondeu: Não, receio não o poder fazer. A gramática é lamentável. Tenham cuidado com a gramática. Certifiquem-se de corrigir isso.

#### Dr. Jason BeDuhn e avaliação da edição de 1984
O Dr. Jason David BeDuhn, professor-associado de estudos religiosos da Universidade do Norte do Arizona, em Flagstaff, EUA, fez um estudo comparativo entre a King James Verson (KJV), a New Revised Standard (NRS), a New International (NIB), a New American Bible (NAB), a New American Standard Bible (NASB), a Amplified Bible, a Living Bible, a Today's English e a Tradução do Novo Mundo (TNM) em Mateus 28:9, João 1:1, João 8:58, Filipenses 2:6, Colossenses 1:15-20, Tito 2:13 e Hebreus 1:8.
BeDuhn classificou-a como "notavelmente boa", "muito melhor" e "consistentemente melhor" do que algumas das outras avaliadas. De modo geral, concluiu BeDuhn, a TNM "é uma das traduções em inglês mais exatas do Novo Testamento que estão disponíveis" e "a mais exata das traduções que foram comparadas".
BeDuhn referiu como muitos tradutores modernos estavam sujeitos à pressão de "parafrasear o que a Bíblia diz ou de fazer acréscimos para harmonizá-la com o que os leitores modernos querem e precisam que ela diga", e afirmou o caso da TNM que "mudou o texto bíblico para se adequar à sua própria teologia em muitos lugares". Assim criticou algumas opções de tradução que foram usadas na TNM.
Por outro lado, a TNM é diferente, observou BeDuhn, por ser "mais exata como tradução literal e conservar as expressões originais dos escritores do Novo Testamento". Acrescentou quanto à opinião dos críticos:
"A sinceridade e a fé de cada Testemunhas de Jeová não estão em questão, nem a sua confiança na qualidade do trabalho de tradução da Tradução do Novo Mundo das Escrituras Sagradas. O que acontece é que eruditos, tanto cristãos como não-cristãos, têm atacado fortemente a exegese da Tradução do Novo Mundo quando esta apresenta uma determinada posição teológica, pois essa exegese tem influenciado as vidas de milhões de pessoas em todo o mundo."
Também o já acima referido Dr. Jason BeDuhn escreveu para a Sociedade Torre de Vigia descrevendo a Tradução Interlinear do Reino das Escrituras Gregas, da seguinte forma:
"Acabei de dar um curso para o Departamento de Estudos Religiosos da Universidade de Indiana, em Bloomington. Esse é basicamente um curso sobre os Evangelhos. Os senhores me ajudaram através dos vários exemplares de The Kingdom Interlinear Translation of the Greek Scriptures, que meus alunos usaram como um dos compêndios para as aulas. Esses pequenos volumes foram inestimáveis para o curso e muito populares entre os estudantes."
Ele esclareceu ainda porque preferia esta versão nos seus cursos, escrevendo:
"Simplesmente porque é o melhor Novo Testamento interlinear disponível. Sou erudito qualificado em assuntos bíblicos, familiarizado com os compêndios e instrumentos usados atualmente no estudo da Bíblia. A propósito, não sou Testemunha de Jeová. Mas conheço uma publicação de qualidade quando a vejo, e a sua 'Comissão da Tradução do Novo Mundo da Bíblia' fez um bom trabalho. Sua tradução interlinear para o inglês é correcta e tão consistente que obriga o leitor a encarar as diferenças linguísticas, culturais e conceituais entre o mundo de língua grega e o nosso. A sua "Tradução do Novo Mundo" é uma obra de alta qualidade e literal, que evita interpretações tradicionais a fim de ser fiel ao grego. É, em muitos sentidos, superior às traduções mais vendidas em uso atualmente."
A crítica apresenta que as publicações da Sociedade Torre de Vigia, quando citam o Prof. Jason BeDuhm, focam apenas os pontos positivos, sem mencionar as suas críticas. Tampouco dão uma referência precisa do estudo mencionado por indicar aos seus leitores a editora, página e parágrafo.
Note que o texto-padrão usado para Antigo Testamento foi a Biblia Hebraica de Rudolf Kittel (BHK), nas 7ª, 8ª e 9ª edições (1951–55). Uma atualização desta obra, conhecida como Biblia Hebraica Stuttgartensia (BHS), edição de 1977, foi usada na sua atualização e no sistema de notas da Edição de 1984. O texto grego padrão usado é O Novo Testamento no Grego Original, dos eruditos bíblicos Brooke Foss Westcott e Fenton John Anthony Hort (reimpresso em 1948, originalmente publicado em 1881). Também foram consultados outros textos gregos.
Everet Storms, editor da The Gospel Banner da Igreja Missionária Unida, têm criticado severamente a Sociedade Torre de Vigia (dos EUA) de retocar e falsificar as Sagradas Escrituras. Para isso, se utilizam da tradução dos seguintes textos: Mateus 10:38; Mateus 27:52-53; João 1:1; João 8:58; Romanos 14:8-9; I Coríntios 11:30; Hebreus 1:6; Gálatas 5:15; Tito 2:13; Colossenses 2:12; I João 5:20.

## Traduções controversas mais relevantes
Como ocorre em várias outras traduções, as escolhas da tradução da TNM tem levantado objeções quanto a alguns textos que divergem da maioria das traduções da Bíblia disponíveis.
Algumas das diferenças não são por causa da tradução estritamente falando, mas por causa do texto-base grego utilizado, que resultará em uma tradução diferente em língua comum ou mesmo omissão de versículos. Mas isso ocorre com outras traduções modernas que também utilizam alguma edição do texto crítico como base (p.e., Nova Versão Internacional, Bíblia de Jerusalém, Nova Almeida Atualizada).
Excluindo-se as traduções diferentes secundárias de menor importância (que ocorre em outras traduções também), temos alguns textos que, pelo caráter teológico-doutrinário que implicam para as Testemunhas de Jeová e igrejas católicas e protestantes ortodoxas, são fortemente controversos e polêmicos.
Basicamente são os textos de João 1.1, Tito 2.13, 2Pedro 1.1 que têm forte implicação sobre a divindade de Jesus. Além desses textos, há o uso do nome Jeová no Novo Testamento.

### Tradução de João 1.1:"... a Palavra era [um] deus..."

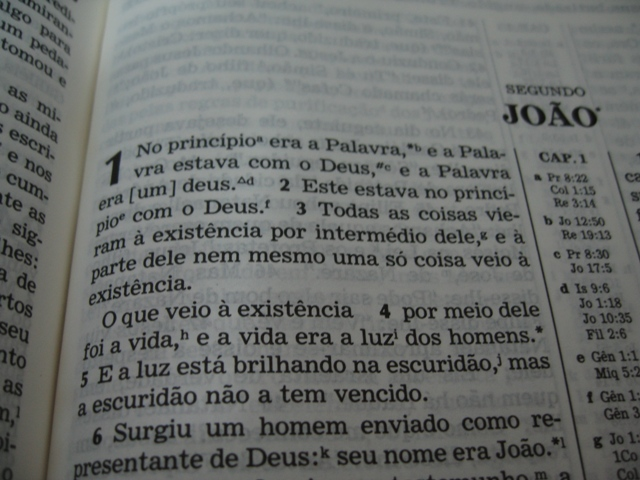
João 1.1 na Tradução do Novo Mundo (1986)

TNM-1986: "No princípio era a Palavra, e a Palavra estava com o Deus, e a Palavra era [um] deus."
BJ, ARA: "No princípio era o Verbo e o Verbo estava com Deus e o Verbo era Deus."

#### Síntese do argumento em defesa da TNM
Os trinitaristas afirmam que estas palavras significam que "o Verbo" ou "a Palavra" (grego: ho lógos) que veio à Terra como Jesus Cristo era o próprio Deus Todo-poderoso. No entanto, as Testemunhas contrapõem que, mesmo que essa ideia pudesse ser daí retirada, ainda assim o versículo não comprovaria a existência de uma Trindade uma vez que a chamada terceira pessoa, o Espírito Santo, não é mencionada ali. Também, ainda do ponto de vista doutrinal, afirmam que a expressão "estar com" ou "estar junto de", contradiz imediatamente que o Verbo pudesse ser Deus porque, arrazoam, se alguém está com outra pessoa não pode, ao mesmo tempo, ser essa outra pessoa.
Ainda assim, a principal razão para a Tradução do Novo Mundo optar por acrescentar o artigo indefinido "um" antes da última ocorrência da palavra Deus tem base gramatical, segundo as Testemunhas. Esta inserção, que não ocorre no texto original, é reconhecida na Tradução pela utilização de parênteses rectos ou colchetes resultando em: "…a Palavra era [um] deus." A justificação para esta inserção é explicada em dois passos:
1. No versículo em causa, surge duas vezes o substantivo grego theós (em português: deus). Segundo as Testemunhas, a primeira ocorrência refere-se ao Deus Todo-poderoso, com quem a Palavra estava. Isto conclui-se pelo facto de que o primeiro theós é precedido pela palavra ton (em português: o), uma forma do artigo definido grego que aponta para uma identidade distinta, neste caso o Deus Todo-poderoso, sendo uma tradução mais precisa "e a Palavra estava com o Deus".
2. Por outro lado, não existe artigo antes do segundo theós no versículo. A língua grega koiné possuía artigos definidos como "o", mas não tinha artigos indefinidos como "um". Assim, as Testemunhas e alguns eruditos afirmam que, quando um substantivo predicativo não é precedido por artigo definido, pode ser indefinido, dependendo do contexto.

Portanto, do ponto de vista das Testemunhas, João 1:1 destaca a qualidade da Palavra, que ela era "divina", "semelhante a deus", "um deus", mas não O Deus Todo-poderoso. Isto eliminaria a aparente contradição do texto visto que a Palavra seria um deus que estaria junto ao Deus Todo-poderoso, referindo-se assim o versículo a duas pessoas distintas.
Com esta forma de pensar concordam também algumas traduções em diversas línguas, tais como:
- 1808: "e a palavra era um deus." - The New Testament in an Improved Version, Upon the Basis of Archbishop Newcome’s New Translation: With a Corrected Text.
- 1864: "e um deus era a palavra." - The Emphatic Diaglott, versão interlinear, de Benjamin Wilson.
- 1928: "e a Palavra era um ser divino." - La Bible du Centenaire, L’Evangile selon Jean, de Maurice Goguel.
- 1935: "e a Palavra era divina." - The Bible—An American Translation, de J. M. P. Smith e E. J. Goodspeed.
- 1946: "e a Palavra era de espécie divina." - Das Neue Testament, de Ludwig Thimme.
- 1958: "E a Palavra era um Deus." - The New Testament, de James L. Tomanek.
- 1975: "e um deus (ou: da espécie divina) era a Palavra." - Das Evangelium nach Johannes, de Siegfried Schulz.
- 1978: "e da sorte semelhante a Deus era o Logos." - Das Evangelium nach Johannes, de Johannes Schneider.

Num comentário ao versículo, a Bíblia Âncora (em inglês) diz: "Para preservar em inglês a diferença subtil de theos [deus] com e sem o artigo, alguns traduzem 'A Palavra era divina'."
Alguns afirmam, porém, que estas traduções violam uma regra da gramática do grego koiné publicada pelo perito em grego E. C. Colwell, em 1933. Ele afirmou que, em grego, o substantivo predicativo "tem o artigo [definido] quando se segue ao verbo; não tem o artigo [definido] quando precede ao verbo". A ser correcta esta regra, em João 1:1 o segundo substantivo theós, o predicado, precede o verbo. Assim, segundo Colwell, o texto aqui devia rezar "e [o] Deus era a Palavra." No entanto, a maioria, se não a totalidade das traduções não seguem esta regra em versículos tais como Marcos 11:32; João 4:19; 6:70; 8:44; 9:17; 10:1 e 12:6. Colwell teve de reconhecer isso a respeito do substantivo predicativo, pois admitiu: "É indefinido [um] nessa colocação apenas quando o contexto o exige." Assim, ele mesmo admite que quando o contexto o exige, os tradutores podem inserir um artigo indefinido na frente do substantivo nesse tipo de construção de frase. É isso que as Testemunhas fazem em relação a João 1:1 pois consideram que o testemunho da inteira Bíblia é que Jesus não é o Deus Todo-poderoso.
O facto de que várias traduções inserem o artigo indefinido "um" em João 1:1 e em outros lugares, torna evidente que muitos peritos discordam com a referida regra de Colwell. Por exemplo, Joseph Henry Thayer, teólogo e perito que trabalhou na Versão Padrão Americana American Standard Version, diz simplesmente: "O Logos era divino, não o próprio Ser divino."
As Testemunhas citam ainda as declarações de estudiosos de quem se afirma, ou que assumem pessoalmente, serem defensores da Trindade. Dizem recorrer a tais obras, cujo objetivo não era de forma alguma apoiar doutrinas antitrinitárias, com o propósito de mostrar que mesmo esses autores admitem hipóteses alternativas de tradução do versículo.
Um destes casos é o do perito jesuíta John L. McKenzie que escreveu no seu Dictionary of the Bible: "João 1:1 deve ser rigorosamente traduzido 'o verbo estava com o Deus [= o Pai], e o verbo era um ser divino'." — (Os colchetes são dele. Publicado com o nihil obstat e o imprimatur.)
Algo similar acontece com a citação que as Testemunhas fazem do estudo de Philip B. Harner. No seu artigo "Substantivos Predicativos Anartros Qualificativos: Marcos 15:39 e João 1:1", publicado no Journal of Biblical Literature, Harner disse sobre cláusulas tais como a de João 1:1: "… com um predicativo anartro precedendo o verbo, têm primariamente sentido qualificativo. Indicam que o logos tem a natureza de theos. Não há nenhuma base para se considerar o predicativo theos como determinativo."
Harner concluiu na página 87 do artigo: "Em João 1:1, acho que a força qualificativa do predicativo se destaca tanto, que o substantivo não pode ser considerado como determinativo."
Outro exemplo é o do famoso tradutor bíblico, William Barclay, que escreveu:
"Agora, normalmente, exceto por motivos especiais, os substantivos gregos sempre têm o artigo definido diante de si. Quando um substantivo grego não tem o artigo diante de si, torna-se mais descrição do que identificação, e tem mais o caráter de adjetivo, em vez de substantivo. Podemos ver exatamente o mesmo em inglês [ou português]: Se eu disser: "Tiago é o homem", então identifico Tiago como certo homem específico, em quem estou pensando; mas, se eu disser: "Tiago é homem", então simplesmente descrevo Tiago como sendo humano, e a palavra homem torna-se uma descrição, não uma identificação. Se João tivesse dito "ho theos en ho logos", usando o artigo definido diante de ambos os substantivos, então ele teria definitivamente identificado o logos [a Palavra] com O Deus, mas, visto que não há artigo definido diante de theos, este se torna descrição, e mais como adjetivo do que como substantivo. A tradução seria então, de modo desajeitada: "A Palavra estava na mesma categoria que Deus, pertencente à mesma ordem de ser como Deus". João não está identificando aqui a Palavra com O Deus. Expresso de modo simples, ele não diz que Jesus era o Deus."
Um versículo às vezes apontado como exemplo da utilização coerente por parte da Tradução do Novo Mundo do artigo indefinido na tradução do texto grego é o de Atos 28:6. O contexto descreve uma ocasião em que uma cobra venenosa mordeu a mão do apóstolo Paulo e os habitantes de uma localidade da ilha de Malta ficaram convencidos que ele morreria. Quando isso não aconteceu, a Bíblia afirma: "Mas eles esperavam que fosse inchar com uma inflamação ou cair repentinamente morto. Depois de terem esperado por muito tempo e terem observado que nada nocivo lhe acontecia, mudaram de ideia e começaram a dizer que ele era [um] deus."
Coerente com a forma como traduziu João 1:1, a Comissão de Tradução do Novo Mundo inseriu o artigo indefinido "um" porque entendeu que o contexto exige a sua aplicação. Visto que no grego original os artigos indefinidos eram inexistentes, usam-se ali os parênteses rectos ou colchetes para que o leitor entenda que se trata de uma inserção. No entanto, as mesmas traduções acima mencionadas, que em João 1:1 fazem questão de não colocar o artigo indefinido, não seguem a mesma regra ao traduzir esta passagem, nem sequer indicando a liberdade tomada de colocar o artigo indefinido, conforme se pode verificar em seguida:
Bíblia de Jerusalém (edição de 2002): "Quanto a eles, esperavam que Paulo viesse a inchar, ou caísse morto de repente. Mas, depois de muito esperar, ao verem que não lhe acontecia nada de anormal, mudando de parecer puseram-se a dizer que ele era um deus." (as Bíblias Ave Maria e Almeida Revista e Corrigida traduzem o texto de forma semelhante: "um deus")
Assim, para as Testemunhas, os trinitaristas não têm base para se queixar do uso de "um" antes de "deus" porque todas as outras traduções bíblicas usam os artigos indefinidos "um" e "uma" centenas de vezes antes de palavras, embora não sejam encontrados em parte alguma no texto original grego.
Não apenas isso, mas estas traduções inserem repetidas vezes o artigo definido "o" ou "a" antes de certas palavras onde isso não ocorre no grego. Por exemplo, os muitos casos da ocorrência da palavra "espírito" ou das palavras "espírito santo". Há casos no texto grego em que o artigo definido "o" não ocorre antes destas palavras. Segundo as Testemunhas, muitos tradutores alteram o sentido do texto por inserirem o artigo "o", fazendo-o rezar "o espírito" e "o espírito santo". Em tais casos escrevem também a palavra "Espírito" com letra inicial maiúscula, dando ao leitor a impressão de que se refere a uma pessoa inteligente, à Terceira Pessoa de uma Trindade.
Ao considerarem João 1:1, as Testemunhas crêem que Jesus é de facto um deus, ou seja é de natureza divina, tal como os anjos são chamados de deuses. Ensinam também que o próprio Satanás é chamado de deus na Bíblia, mas isso não significa que ele seja o Deus Todo-poderoso. Para elas, Jesus continua a ser uma pessoa espiritual poderosa, tal como era antes de nascer como humano, mas sempre esteve e estará sujeito ao seu Deus e Pai, Jeová.